# Val-Suzon
Val-Suzon település Franciaországban, Côte-d’Or megyében. Lakosainak száma 204 fő (2022. január 1.). Val-Suzon Curtil-Saint-Seine, Pasques, Prenois, Darois, Étaules, Francheville, Messigny-et-Vantoux, Saint-Martin-du-Mont és Saussy községekkel határos.

## Népesség
A település népessége az elmúlt években az alábbi módon változott:
| Lakosok száma | 118  | 178  | 194  | 212  | 218  | 213  | 207  | 202  | 199  | 204  |
|               | 1968 | 1982 | 1990 | 2006 | 2012 | 2015 | 2017 | 2019 | 2020 | 2022 |